# マイケル・アッペンダール
マイケル・アッペンダール（Michael Uppendahl）は、アメリカ合衆国のテレビ及び映画の監督である。
AMCの『マッドメン』、FXの『アメリカン・ホラー・ストーリー』、フォックスの『glee/グリー』などに参加した。

## キャリア
2004年にCBSのシットコム『Becker』で初めてクレジットされ、翌2004年までに計4話を監督する。
2008年にAMCの『マッドメン』に参加し、批評家から高い支持を得た。
2011年以降はフォックスの『glee/グリー』やFXの『アメリカン・ホラー・ストーリー』に参加した。
2013年に『Quad』でフィーチャー映画の監督としてデビューする。脚本はマイケル・バーク、マイク・ヤング、ロビン・ファイト、ブレット・ジョンソンが執筆し、ジェフ・ダニエルズ、レナ・オリン、アーロン・ポール、トム・ベレンジャーが出演した。

## 監督作品

### テレビシリーズ
| 年        | タイトル                                                                     | エピソード                                                | 備考 |
| --------- | ---------------------------------------------------------------------------- | --------------------------------------------------------- | ---- |
| 2003-2004 | Becker                                                                       | 第5シーズン第17話「Thank You for Not Smoking」            |      |
| 2003-2004 | Becker                                                                       | 第5シーズン第18話「Amanda Moves Out」                     |      |
| 2003-2004 | Becker                                                                       | 第6シーズン第5話「The Unbelievable Wrongness of Talking」 |      |
| 2003-2004 | Becker                                                                       | 第6シーズン第11話「Snow Means Snow」                      |      |
| 2008-2013 | マッドメン Mad Men                                                           | 第2シーズン第9話「忘れられない夜」                        |      |
| 2008-2013 | マッドメン Mad Men                                                           | 第3シーズン第4話「遺言」                                  |      |
| 2008-2013 | マッドメン Mad Men                                                           | 第3シーズン第10話「鍵」                                   |      |
| 2008-2013 | マッドメン Mad Men                                                           | 第4シーズン第1話「サンタの贈り物」                        |      |
| 2008-2013 | マッドメン Mad Men                                                           | 第4シーズン第9話「美しき女たち」                          |      |
| 2008-2013 | マッドメン Mad Men                                                           | 第5シーズン第7話「At the Codfish Ball」                   |      |
| 2008-2013 | マッドメン Mad Men                                                           | 第5シーズン第10話「Christmas Waltz」                      |      |
| 2008-2013 | マッドメン Mad Men                                                           | 第6シーズン第4話「To Have and to Hold」                   |      |
| 2008-2013 | マッドメン Mad Men                                                           | 第6シーズン第8話「The Crash」                             |      |
| 2010      | Weeds ママの秘密 Weeds                                                       | 第6シーズン第7話「Pinwheels and Whirligigs」              |      |
| 2011      | アメリカン・ホラー・ストーリー: 呪いの館 American Horror Story: Murder House | 第6話「都市伝説」                                         |      |
| 2012      | glee/グリー Glee                                                             | 第3シーズン第18話「プレッシャー」                         |      |
| 2012      | glee/グリー Glee                                                             | 第4シーズン第6話「グリー部のグリース」                    |      |
| 2012      | Longmire                                                                     | 第1シーズン第2話「The Dark Road」                         |      |
| 2012      | アメリカン・ホラー・ストーリー: 精神科病棟 American Horror Story: Asylum     | 第3話「嵐の夜」                                           |      |
| 2012      | アメリカン・ホラー・ストーリー: 精神科病棟 American Horror Story: Asylum     | 第4話「私の名はアンネ･フランク 前編」                     |      |
| 2013      | Ray Donovan                                                                  | 第1シーズン第6話「Housewarming」                          |      |
| 2013      | American Horror Story: Coven                                                 | 第4話「Fearful Pranks Ensue」                             |      |
| 2013      | American Horror Story: Coven                                                 | 第6話「The Axeman Cometh」                                |      |
| 2013      | ウォーキング・デッド The Walking Dead                                        | 第4シーズン第6話                                          |      |
| 2015-     | ファーゴ Fargo                                                               | 第2シーズン 第1話 第3話 第4話 第3シーズン 第2話 第4話     |      |
| 2016      | フィアー・ザ・ウォーキング・デッド Fear the Walking Dead                     | 第2シーズン第4話「通りの血」                              |      |
| 2017      | レギオン Legion                                                              | 第1シーズン第2話 第3話 第8話                              |      |
| 2019      | ホット・ゾーン The Hot Zone                                                  | 第1,2,6話                                                 |      |

### 映画
- A Hundred & Forty-Six Questions (2009) 短編映画、兼脚本・製作
- Quad (2013)